# Перелік кавалерів Хреста Симона Петлюри (Х)
Ця сторінка — інформаційний реєстр. Див. також основні статті: Хрест Симона Петлюри та Перелік кавалерів Хреста Симона Петлюри.
В алфавітному порядку представлені всі відомі кавалери Хреста Симона Петлюри, чиї прізвища починаються з літери «Х». 
| № | Фото | Ім'я                           | Дата народження | Місце народження                     | Дата смерті | Місце смерті | Звання      | Підрозділ                      | № ордена |
| - | ---- | ------------------------------ | --------------- | ------------------------------------ | ----------- | ------------ | ----------- | ------------------------------ | -------- |
| 1 |      | Харитоненко Микола Аркадійович | 19 серпня 1897  | с. Стара Рябина Харківської губернії |             |              | Підпоручник | 10-й піший полк Сірожупанників |          |